# Tonalpohualli

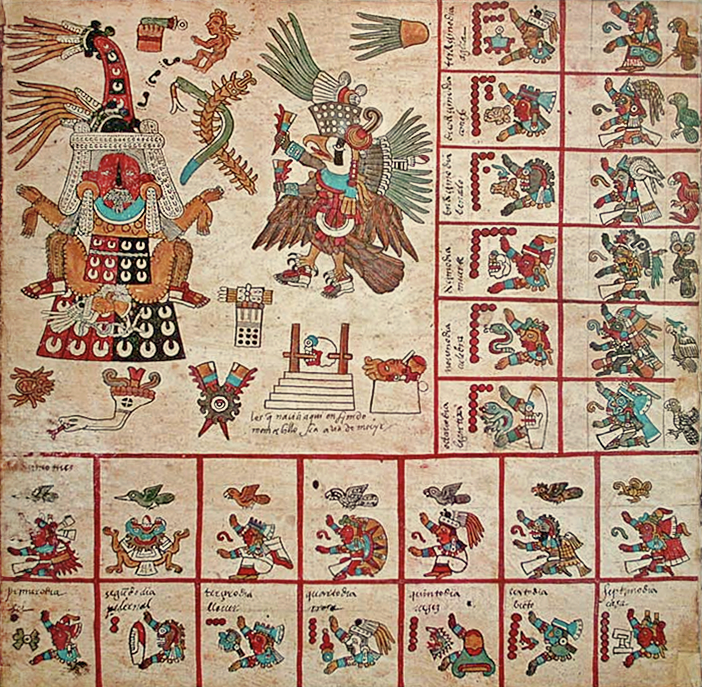
Photocopie de la page originale 13 du Codex Borbonicus, montrant la 13e treizaine du calendrier sacré aztèque (Tonalpohualli). Cette 13e treizaine était sous les auspices de la déesse Tlazolteotl, qui est représentée portant une peau écorchée, donnant naissance à Cinteotl. Les 13 signes de jour de cette treizaine, commençant par 1 tremblement de terre, 2 silex/couteau, 3 pluies, 4 fleurs, etc., sont montrés sur la rangée du bas et, commençant par 8 lézards, 9 serpents, 10 morts, etc., dans la colonne qui monte le long du côté droit.

Le Tonalpohualli, un mot nahuatl signifiant « compte des jours », est un cycle de 260 jours sacrés en usage en Mésoamérique précolombienne, en particulier chez les Aztèques.
Cette période calendaire n'est ni solaire ni lunaire, mais consiste plutôt en vingt treizaines (périodes de treize jours). Chaque treizaine est dédiée à des auspices à une divinité particulière. 
Le calendrier Tzolk'in est son équivalent dans le système calendaire maya.